# Semine (plateau)
Pour les articles homonymes, voir Semine.

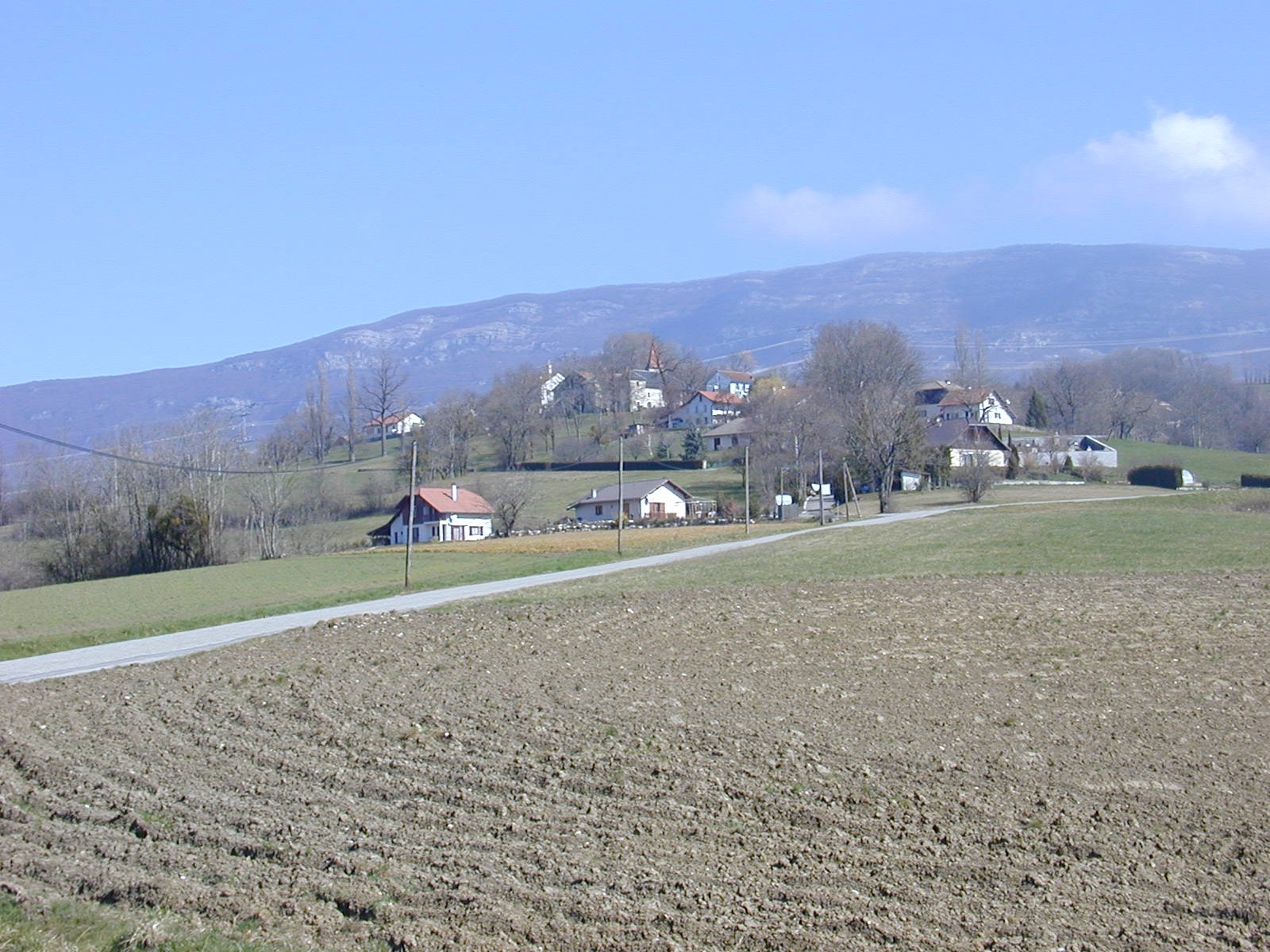
Vue de Chessenaz, village de la Semine situé au pied du Vuache.

La Semine est un plateau, formant une petite région naturelle française, situé à l’extrémité nord-ouest du département de la Haute-Savoie.

## Géographie
La Semine se situe dans l'avant-pays haut-savoyard. Il s'agit d'un plateau vallonné et boisé, est délimitée par le fleuve le Rhône à l'ouest et au nord, la montagne du Vuache à l'est et la vallée des Usses au sud. Ce plateau, d'une superficie d'environ 60 km2, a une altitude moyenne de 500 m, soit un surplomb moyen de 170 m par rapport au niveau du Rhône. Il est creusé par plusieurs affluents du Rhône (les ruisseaux de Parnant, de Balavent, de la Motte, de Cally et de Baud) et des Usses (les ruisseaux de la Grande Craze, de la Godette, de Saint-Pierre et du Castran). Il fait face à la Michaille, plateau longitudinal situé au pied du plateau de Retord à l'ouest
Le plateau de la Semine s'étend sur les communes de Chêne-en-Semine, Chessenaz, Clarafond-Arcine, Éloise, Franclens, Saint-Germain-sur-Rhône et Vanzy, composant la Communauté de communes de la Semine, ainsi que sur celles de Bassy, Challonges et Usinens qui sont rattachées à la Communauté de communes du Pays de Seyssel.

## Géologie
Le sous-sol du plateau de la Semine est constitué essentiellement de molasse (alternances de grès et de marnes). Il s’agit de dépôts marins d’âge Miocène pouvant contenir des fossiles comme des dents de requins et des huitres. La molasse repose sur des calcaires du Crétacé qui n’affleurent qu’au fond de la vallée du Rhône entre Bellegarde et Pyrimont. L’arrivée du canyon du Rhône au contact des calcaires crétacés de l’Urgonien donnait naissance au phénomène géologique spectaculaire des pertes du Rhône. Cette curiosité est aujourd’hui disparue puisque les pertes sont maintenant noyées sous les eaux de la retenue du Barrage de Génissiat.
Dans la partie haute du plateau, la molasse est recouverte de dépôts quaternaires souvent épais. Il s’agit de dépôts fluviatiles (galets roulés), glaciaires (blocs erratiques emballés dans une matrice argileuse) et lacustres (sables, limons et argiles). En effet, toute la région a été recouverte d’environ 1 km de glace lors de la dernière période glaciaire. Par la suite, avec le recul des glaciers, un lac s’est mis en place : à cette époque, le glacier du Rhône ne s’avançait plus au-delà du Défilé de l’Ecluse, tandis que le glacier de l’Isère remontait par la cluse de Chambéry en direction de Culoz. Le lac de la Semine était coincé entre ces 2 glaciers. Il s’est vidé lors de leur retrait définitif.
Les observations géologiques montrent que le Rhône, avant la dernière glaciation, bifurquait au niveau de Bange, passait sous Clarafond et débouchait vers Mons pour suivre la vallée actuelle des Usses en direction de Seyssel. D’épaisses séries de graviers, exploitées dans la carrière de Planaz, témoignent de cet ancien cours du Rhône.

## Économie
Le Semine, qui a longtemps constitué un véritable angle mort de la Haute-Savoie, a d'abord subi l'attraction économique de Bellegarde-sur-Valserine située de l'autre côté du Rhône, dans l'Ain. Elle s'est ensuite rapprochée progressivement du Genevois français et de Genève après la construction de l'autoroute A40 et de son échangeur d'Éloise en 1982.